# Fe3O4: Break
Fe3O4: Break (estilizado como Fe3O4: BREAK) es el segundo EP del grupo femenino surcoreano Nmixx. Fue lanzado el 15 de enero de 2024 por JYP Entertainment y distribuido por Dreamus. El miniálbum cuenta con siete pistas, incluyendo el sencillo de prelanzamiento titulado «Soñar (Breaker)», además de su sencillo principal titulado «Dash».

## Antecedentes y lanzamiento
El 28 de noviembre de 2023, un póster animado publicado en las redes sociales oficiales de Nmixx anunció el lanzamiento del segundo miniálbum del grupo, bajo el título de Fe3O4: BREAK, anunciando además como fecha de publicación el 15 de enero de 2024. Se anunció además el lanzamiento de un sencillo digital de prelanzamiento titulado «Soñar (Breaker)», ha ser lanzado el 4 de diciembre de 2023.
El 29 y 30 de noviembre de 2023 fueron publicadas un conjunto de fotos conceptuales de las miembros del grupo, como parte de la promoción de su nuevo sencillo «Soñar (Breaker)». El 2 de diciembre de 2023 se publicó un vídeo de adelanto de su nuevo sencillo, mientras que el 4 de diciembre fue publicado en YouTube y en las plataformas digitales el primer sencillo de prelanzamiento del miniálbum.

## Lista de canciones
| CD / Descarga digital |                   | | | |          |  |
| N.º                   | Título            | Letras | Música | Arreglo | Duración |  |
| 1.                    | «Dash»            | Deza, 원지애 (Jamfactory), 정다연 (ONCLASSA), 백새임 (PNP), 오현서 (LALALA STUDIO), Rick Bridges, 김인 (153/Joombas), 형근 (INHOUSE), Wkly, 성유진 (Jamfactory) | PUFF, Strong Dragon (THE HUB), C'SA | PUFF, Strong Dragon (THE HUB)                                                                                          | 2:46     |  |
| 2.                    | «Soñar (Breaker)» | 복주영 (LALALA STUDIO), 오현선 (LALALA STUDIO) | Brian U (THE HUB), HONEY NOISE (THE HUB), AFTRSHOK (THE HUB), Joseph K (THE HUB), Brown Panda (THE HUB), LSY, NVR know, Frankie Day (THE HUB), Awrii (THE HUB), Ayushy (THE HUB), Jacob Aaron (THE HUB) | Brian U (THE HUB), HONEY NOISE (THE HUB), AFTRSHOK (THE HUB), Joseph K (THE HUB), Brown Panda (THE HUB), LSY, NVR know | 2:53     |  |
| 3.                    | «Run for Roses»   | Young K, 이스란, Frankie Day (THE HUB) | Greg Bonnick, Hayden Chapman, Taet Chesterton, Danny Shah | LDN Noise | 3:35     |  |
| 4.                    | «Boom»            | 오현선 (LALALA STUDIO), 장다인 (ARTiffect), 이스란, 유가영 (ARTiffect)                                                                                          | 라이언전, Jack Brady, Jordan Roman, Austin Wolfe | 라이언전, The Wavys | 2:55     |  |
| 5.                    | «Passionfruit»    | danke (LALALA STUDIO), 박수빈 (Jamfactory), 진솔 | David Wilson, Colin Magalong, Sorana | dwilly | 2:40     |  |
| 6.                    | «XOXO»            | 황유빈 (XYXX), 형근 (INHOUSE) | Jayna Brown, Ori Rose NOVODOR, TMM | NOVODOR | 2:42     |  |
| 7.                    | «Break the Wall»  | 박지현 (ARTiffect), 오현선 (LALALA STUDIO) | Ayushy (THE HUB), Awril (THE HUB), Frankie Day (THE HUB), Brian U (THE HUB), HONEY NOISE (THE HUB) | Brian U (THE HUB), HONEY NOISE (THE HUB)                                                                               | 3:24     |  |
| 20:55                 |                   | | | |          |  |

## Reconocimientos

### Listículos
| Publicación | Año  | Lista                                   | Posición | Ref.  |
| ----------- | ---- | --------------------------------------- | -------- | ----- |
| Billboard   | 2024 | Los 25 mejores álbumes de k-pop de 2024 | 10.º     | [ 7 ] |

## Historial de lanzamiento
| País          | Fecha               | Formato                         | Discográfica               |
| ------------- | ------------------- | ------------------------------- | -------------------------- |
| Corea del Sur | 15 de enero de 2024 | CD, descarga digital, streaming | JYP Entertainment, Dreamus |